# Marie Burke
Marie Burke, nome alla nascita Marie Rosa Altfuldisch (Londra, 18 ottobre 1894 – Mentone, 21 marzo 1988), è stata un'attrice britannica.

## Filmografia

### Cinema
- The Rise of Jenny Cushing, regia di Maurice Tourneur (1917)
- The Girl and the Judge, regia di John B. O'Brien (1918)
- The Love Defender, regia di Tefft Johnson (1919)
- Help! Help! Police!, regia di Edward Dillon (1919)
- A House Divided, regia di J. Stuart Blackton (1919)
- My Little Sister, regia di Kenean Buel (1919)
- The Glorious Lady, regia di George Irving (1919)
- The Gray Towers Mystery, regia di John W. Noble (1919)
- Il rapimento di Miss Mhyss (Sooner or Later), regia di Wesley Ruggles (1920)
- His House in Order, regia di Hugh Ford (1920)
- Remodeling Her Husband, regia di Lillian Gish e, non accreditato, D.W. Griffith (1920)
- A Dark Lantern, regia di John S. Robertson (1920)
- Little Miss Rebellion, regia di George Fawcett (1920)
- La signorina divorziata (Why Announce Your Marriage?), regia di Alan Crosland (1922)
- Evidence, regia di George Archainbaud (1922)
- The Face in the Fog, regia di Alan Crosland (1922)
- Little Old New York, regia di Sidney Olcott (1923)
- Delitto in tuta nera (The Snorkel), regia di Guy Green (1958)
- L'uomo che ingannò la morte (The Man Who Could Cheat Death), regia di Terence Fisher (1959)
- Il terrore dei Tongs (The Terror of the Tongs), regia di Anthony Bushell (1961)
- Ventimila sterline per Amanda (Séance on a Wet Afternoon), regia di Bryan Forbes (1964)
- La mafia lo chiamava il Santo ma era un castigo di Dio (Vendetta for the Saint), regia di Jim O'Connolly (1969)

### Televisione
- Robin Hood (The Adventures of Robin Hood) – serie TV, 4 episodi (1955-1957)